# 十方諸佛諍論
“十方諸佛”諍論屬於大乘非佛說論諍的一個議題。上座部主張“原始佛教中沒有十方諸佛”，大眾部主張“娑婆世界有三世佛，他方世界亦有三世佛，十方世界有諸佛的存在”。現代上座部佛教佛教基本繼承上座部的觀點，只承認過去、現在、未來三世佛，而大乘佛教繼承大眾部的觀點，承認十方諸佛，并舉出五方佛、十方佛等佛陀。

## 上座部觀點
上座部佛教認為原始佛教沒有十方諸佛，印度阿育王時代，大眾部開始主張十方存在諸佛。佛教第三次結集的《論事》記載阿羅漢目犍連子帝須尊者批判了大眾部的「一切方住諸佛邪執」：
|  | 「彼佛何名、何生、何姓耶？彼佛之父母何名耶？彼佛之一雙弟子何名耶？彼佛之近侍何名，持如何之衣，持如何之鉢耶？於如何之聚落、村邑、都城、王國、地方耶？」 |

結果大眾部無法回答目犍連子帝須尊者的問題說明：「十方諸佛名字？十方諸佛怎麼出生的？十方諸佛姓氏？十方諸佛父母姓名？十方諸佛兩大上首弟子姓名？十方諸佛近侍弟子姓名？十方諸佛穿什麼三衣？十方諸佛拿什麼鉢乞食？十方諸佛出生地地點地名？十方諸佛成佛地點地名？十方諸佛第一次說法講轉法輪經地點地名？」等十方諸佛基本資料。
緬甸上座佛教馬哈希長老在《帝釋所問經講記》（页面存档备份，存于）表示：
|  | 大乘佛教徒以極樂世界等同於涅槃。他們描述那是天堂，並說：在那裡的所有眾生成佛之後，將在此世界裏永遠地免除老、病、死，而享有永恆的快樂。極樂世界與那些相信生命永恆而讚頌的天堂沒有很重大的不同。這信仰很可能是基於那些想宣揚常見的佛教徒的著作。 |

### 上座部佛教經藏
《中部115經/多界經》（页面存档备份，存于）記載：
了知：『這是不可能的、沒機會的：在一個世間界中會同時出現兩位阿羅漢、遍正覺者，這是不可能的。』了知：『這是可能的：在一個世間界中會出現一位阿羅漢、遍正覺者，這是可能的。』 
了知：『這是不可能的、沒機會的：在一個世間界中會同時出現兩位轉輪王，這是不可能的。』了知：『這是可能的：在一個世間界中會出現一位轉輪王，這是可能的。』 
《長部28經/能淨信經》（页面存档备份，存于）記載：
又，大德！如果這麼問我：『舍利弗道友！過去世有其他沙門、婆羅門與世尊相同正覺嗎？』大德！當被這麼問時，我會說：『是。』『舍利弗道友！未來世將有其他沙門、
婆羅門與世尊相同正覺嗎？』大德！當被這麼問時，我會說：『是。』『舍利弗道友！現在有其他沙門、婆羅門與世尊相同正覺嗎？』大德！當被這麼問時，我會說：『不。』
又，大德！如果這麼問我：『尊者舍利弗！為什麼一個允許、一個不允許呢？』大德！當被這麼問時，我會這麼解說：『道友！我在世尊面前聽到、領受這樣：「過去世有阿
羅漢、遍正覺者與我相同正覺。」道友！我在世尊面前聽到、領受這樣：「未來世將有阿羅漢、遍正覺者與我相同正覺。」道友！我在世尊面前聽到、領受這樣：「這是不可能的
、沒機會的：在一個世間界中會同時出現兩位阿羅漢、遍正覺者，這是不可能的。」』  
大德！當被這麼問而我這麼解說時，是否為世尊的所說之說，而且不以不實而毀謗世尊，法、隨法地解說了，而任何如法的種種說不來到應該被呵責處嗎？」 
「舍利弗！當你這麼解說時，確實是我的所說之說，而且不以不實而毀謗我，法、隨法地解說了，而任何如法的種種說不來到應該被呵責處。」 
《增支部1集277經》（页面存档备份，存于）記載：
「比丘們！這是不可能的、沒機會的：在一個世間界中會同時出現兩位阿羅漢、遍正覺者，這是不可能的。比丘們！這是可能的：在一個世間界中會出現一位阿羅漢、遍正覺者，這是可能的。」

## 大乘佛教觀點
根據現代學者的考證，早期大乘佛教思想來源於《佛種姓經》。該經典原名《佛史》，為《巴利文大藏經》中小部經典之一，記載釋迦牟尼佛的生平以及他在過去二十四佛時的故事。上座部佛教因此發展出二十五佛陀及二十八佛陀的思想，提出了南传菩萨道十波罗密，学者认为该经典可能參考了《長部·大本經》七佛本生內容，並加以延續、增廣，由七佛擴大至二十五佛；阿羅漢目犍連子帝須尊者入滅後，大乘佛教也繼續發展，由此延擴到十方無量諸佛。在許多大乘經典中，都能看到他方世界的佛陀，如《藥師七佛本願功德經》提出淨琉璃世界藥師琉璃光佛以及其他世界的六尊佛、《阿彌陀經》提出極樂世界阿彌陀佛，《佛名經》記載了數量眾多的十方諸佛名。如：
- 《華嚴經》記載：

「佛子！菩薩摩訶薩坐道場時，有十種奇特未曾有事。何等為十？佛子！菩薩摩訶薩坐道場時，十方世界一切如來皆現其前，咸舉右手而稱讚言：『善哉善哉！無上導師！』是為第一未曾有事。菩薩摩訶薩坐道場時，一切如來皆悉護念，與其威力，是為第二未曾有事。」
- 《地藏菩薩本願經》記載：

一時，佛在忉利天，為母說法。爾時，十方無量世界，不可說不可說一切諸佛，及大菩薩摩訶薩，皆來集會。讚歎釋迦牟尼佛，能於五濁惡世，現不可思議大智慧神通之力，調伏剛彊眾生，知苦樂法，各遣侍者，問訊世尊。是時，如來含笑，放百千萬億大光明雲——所謂大圓滿光明雲、大慈悲光明雲、大智慧光明雲、大般若光明雲、大三昧光明雲、大吉祥光明雲、大福德光明雲、大功德光明雲、大歸依光明雲、大讚歎光明雲。放如是等不可說光明雲已，又出種種微妙之音——所謂檀波羅蜜音、尸波羅蜜音、羼提波羅蜜音、毘離耶波羅蜜音、禪波羅蜜音、般若波羅蜜音、慈悲音、喜捨音、解脫音、無漏音、智慧音、大智慧音、師子吼音、大師子吼音、雲雷音、大雲雷音。
在《華嚴經》中，釋迦摩尼佛剛成佛時，十方世界諸佛都現身在其金剛座前，上座部批評這是“一方世界多佛”，實際上在大乘經藏中對應巴利三藏的《阿含經》裡，也有關於“一世無二佛”的記載：
- 《中阿含心品多界經》第十記載：

世尊答曰：「阿難！若有比丘見處是處知如真，見非處是非處知如真。阿難！若世中有二轉輪王並治者，終無是處，若世中有一轉輪王治者，必有是處。阿難！若世中有二如來者，終無是處，若世中有一如來者，必有是處。」
- 《佛說長阿含第二分自歡喜經第十四》記載：

佛言：「如是答，依法順法，不違也。所以然者？過去三耶三佛與我等，未來三耶三佛與我等，欲使現在有二佛出世，無有是處。」
- 《增壹阿含經》記載：

是時，諸辟支佛即於空中燒身取般涅槃。所以然者，世無二佛之號，故取滅度耳。一商客中終無二導師，一國之中亦無二王，一佛境界無二尊號。
- 《佛說大堅固婆羅門緣起經》記載：佛以是事告帝釋天主并天眾言：「汝等當知，同一時中，無處容受二佛如來、應供、正等正覺，出現世間，宣說諸法。」時，帝釋天主并諸天眾，聞佛語已，咸生歡喜，心意快然。
- 《佛說人仙經》記載：大梵復告天眾：「汝等諸天及護世等，當一心聽。諸聖者唯佛、如來、正等正覺，於四神足，能廣宣說、能久修習、能大變現。是故汝等當發誠心，應勤修習，自在變現，作大利益。」是時，梵王懷中所坐天王，各生疑念：「唯有一大梵王，我坐懷中；云何言時諸天皆言？若彼默時諸天亦默？」又帝釋天主，起如是念：「嗚呼！大梵天王，願攝我等天眾本形，變一大身，坐我懷中。」時，大梵王知帝釋念，攝天眾形，現一大身，帝釋懷中跏趺而坐。大梵天王當以如是神足之力，種種變現，作化事已，又復告彼諸天及護世等：「我佛世尊以此四神足力，及聲聞法，先所化度者，即摩伽陀國，八萬優婆塞善斷三障，盡苦邊際，證須陀洹果。於天上人間，七返往來，有生他化自在天者、有生化樂天者、有生三十三天者、有生四王天者；有生人間大剎帝利王宮者、有生上首大婆羅門家、有生上首大長者家。」又復諸天眾等，有思念者：「嗚呼！云何能得四佛出現於世？」復有思念：「嗚呼！云何能得八佛出現於世？」大梵天王知彼天眾心之所念，而復告言：「汝等天眾莫作是念，思欲四佛出現於世，乃至八佛出現於世。是義不然。汝等當知，我從佛聞，無有二佛同出於世，何有四佛八佛同出世耶？汝等但願，我佛世尊無漏之體，壽命增長，久住世間。」時，彼諸天又復作念：「大梵天王，云何一一實知我心？」彼諸天等，即生驚怖，心懷愁惱。時，大梵王告彼眾言：「汝諸天眾及護世等，一心諦聽。如來、應供、正等正覺宣說一乘正法，令諸眾生遠離憂悲苦惱，皆得清淨，證真實理。」又復告言：「有三種法，如來悉知。何名三種？所謂有人，先作身不善業、意不善行，後因親近善友，聽聞妙法，繫念思惟，斷身不善、造身善業，斷意不善、行意善行。是人樂中生樂，悅意中復生悅意。譬如有人於喜生喜，喜復生喜，彼人悅樂亦復如是，此謂第一種法。復次，有人先受五慾作不善業，後親善友，聽聞妙法，繫念思惟，棄於慾樂，亦復不造諸不善業。是人樂中生樂，悅意中復生悅意。譬如有人喜中生喜，喜復生喜，悅樂法者亦復如是，此謂第二種法。復次，有人於不善法如實了知，亦於善法如實了知，乃至苦集滅道亦如實知。後復親近善友，於不善法及諸善法，乃至苦集滅道，於是諸法，倍復精曉，是人樂中生樂，於悅意中復生悅意。譬如有人喜中生喜，喜復生喜，悅樂法者亦復如是，此謂第三種法。」復次，大梵天王又告諸天及護世等：「諸聖者當一心聽。有四種法，彼佛世尊悉知悉見。何者為四？謂身、受、心、法。如來以慧觀是四法，若內若外，如實了知。智慧現行，修習圓滿。善說菩提一乘正法，令諸眾生咸得清淨，離憂悲苦惱，證妙法理。」

不過，大眾部認為“一佛國土無二佛出世”是指一方国土上同时只能成就一尊佛陀，且只有他作为教主。但一佛出世、千佛拥护，他方世界的佛陀是可以现身短暂存在的，或是佛陀以不可思議神力展現出他方世界的樣貌，故《華嚴經》中有“見普賢菩薩一一身分、一一肢節、一一毛孔，悉有三千大千世界；其中……如是十方一切佛剎一一塵中，皆有法界諸佛眾會，一一佛所皆有普賢坐寶蓮華師子……；一切菩薩神通境界、菩薩智通、菩薩普集、菩薩說法、菩薩遊戲如是等聲。……隨其形相各不同，佛現其身亦如是。”“一佛國土無二佛出世”，用意在於“一佛國土唯有一佛乘”，他方世界的聖者如要长期留存说法，则会现声闻身、緣覺、菩薩、在家人身，如僧团裡的观世音菩萨是古佛再来，維摩詰居士是妙喜世界的大菩薩，因此實際上並不存在“一方世界同時多佛出世”。
- 《大般涅槃經》：“善男子。我于处处经中说言。一人出世多人利益。一国土中二转轮王。一世界中二佛出世。无有是处。一四天下八四天王乃至二他化自在天。亦无是处。然我乃说从阎浮提、阿鼻地狱上至阿迦腻咤天。我诸弟子闻是说已，不解我意，唱言：‘佛说无十方佛。’我亦于诸大乘经中说有十方佛。”
- 《瑜伽师地论》卷第三十八[8]：“或有多劫無有一佛出現於世。或有一劫有眾多佛出現於世。彼彼十方無量無數諸世界中。應知同時有無量佛出現於世。何以故。於十方界現有無量無數菩薩。同時發願。同勤修集菩提資糧。若一菩薩於如是日於如是分。於如是月於如是年。發菩提心願趣菩提。即於此日即於此分。即於此月即於此年。一切亦爾。如一菩薩勇悍策勵熾然精進。一切亦爾。於今現見此世界中多百菩薩。同時發願。同修惠施同修淨戒。同修忍辱同修精進。同修靜慮同修智慧。況於十方無量無邊諸佛世界。又於十方現有無量無數三千大千佛土。無二菩薩同時修集菩提資糧。俱時圓滿。於一佛土並出於世一時成佛。況有無量無數菩薩。於一世界一時成佛。又不應言眾多菩薩同時修集菩提資糧。俱時圓滿。前後相避次第成佛。亦不應言一切菩薩皆不成佛。是故當知眾多菩薩同時修集菩提資糧。俱圓滿者。於十方面無量無數隨其所淨空無如來諸佛國土。各別出世同時成佛。由此道理多世界中決定應有眾多菩薩同時成佛。決定無有一佛土中有二如來俱時出世。何以故。菩薩長夜起如是願隨令增長。我當獨一於無導首諸世界中。為作導首。調伏有情令脫眾苦令般涅槃。如是長夜所起大願隨令增長。攝受正行得成滿故。無二如來於一世界俱時出現。又一如來於一三千大千佛土。普能施作一切佛事。是故第二如來出世無所利益。又一如來於一佛土出現於世。令諸有情成辦自義極為熾盛極為隨順。何以故。彼作是思。一切世間唯一如來更無第二。若於此土化事已訖。或往餘方或入滅度。我等何從當修梵行。我等何從當聞正法。如是思已發起深厚欲勤精進。速修梵行速聞正法。若一佛土多佛出世。彼於所作不能速疾。故一佛土一佛出世。令諸有情成辦自義極為熾盛極為隨順。一切如來一切功德。平等平等無有差別。”
- 《大智度論·初品中放光释论之余》(卷第九)：“二转轮圣王不得同时出世。佛亦如是。同时一世亦无二佛。……是经中佛虽言世无二佛俱出。不言一切十方世界。虽言世无二转轮圣王。亦不言一切三千大千世界无。但言四天下世界中。无二转轮圣王。作福清净故独王一世无诸怨敌。若有二王不名清净。虽佛无嫉妬心。然以行业世世清净故。亦不一世界有二佛出。百亿须弥山。百亿日月。名为三千大千世界。如是十方恒河沙等三千大千世界。是名为一佛世界。是中更无余佛。实一释迦牟尼佛。是一佛世界中。常化作诸佛种种法门种种身种种因缘种种方便。以度众生。以是故。多持经中。一时一世界无二佛。不言十方无佛。”
- 《大方广如来不思议境界经》中更提到很多聲聞弟子都是大菩薩再來化身：“时有十佛刹微尘等他方诸佛。为欲庄严毗卢遮那道场众故。示菩萨形来在会坐。其名曰观自在菩萨。文殊师利菩萨。地藏菩萨。虚空藏菩萨。金刚藏菩萨。维摩诘菩萨。善威光菩萨。灭诸盖菩萨。宝手菩萨。大慧菩萨。普贤菩萨。如是等菩萨摩诃萨。而为上首。复有无量千亿菩萨。现声闻形。亦来会坐。其名曰舍利弗。大目揵连。须菩提。罗睺罗。阿若憍陈如。摩诃迦叶。优波离。阿那律。离婆多。阿难。 提婆达多。跋难陀等而为上首。皆已久修六波罗蜜。近佛菩提。为化众生。于杂染土。现声闻形。复有无量千比丘尼、摩诃波闍波提，而为上首，皆已成就大丈夫业，为欲调伏下劣众生，故现女身。复有无量释、梵、护世天龙、夜叉、干闼婆、阿修罗、迦楼罗、紧那罗、摩睺罗伽、人、非人等，此中皆是大菩萨众，无凡夫者。”